# Polityka (film)
Polityka – polski film fabularny w reżyserii Patryka Vegi, którego premiera odbyła się 4 września 2019.
Równocześnie z filmem kinowym powstała również czteroodcinkowa wersja serialowa, która została wyemitowana 21 i 22 grudnia 2019 na Canal+. Na potrzeby serialu zostało dokręconych wiele scen dodatkowych, które nie znalazły się w oryginalnej kinowej produkcji, a także zostały rozbudowane wątki niektórych bohaterów ukazanych w filmie.

## O filmie
Scenarzystą filmu jest Olaf Olszewski, autorem zdjęć Norbert Modrzejewski, za montaż odpowiada Tomasz Widarski, scenografię stworzyli Gwidon Busiło i Agata Stróżyńska, a kostiumy Małgorzata Bednarek-Chumakou.
Fabuła filmu opowiada o polskiej scenie politycznej w przededniu wyborów parlamentarnych, o „ludziach, którzy dorwali się do władzy i publicznych pieniędzy”. W filmie pojawiły się postacie inspirowane najważniejszymi twarzami polskiej polityki, a jego premiera odbyła się 4 września 2019, na kilka tygodni przed faktycznymi wyborami parlamentarnymi.
Film był kręcony w tajemnicy pod roboczym tytułem Jesień, a ekipa filmowa miała zakaz informowania o nim. Reżyser twierdzi, że pilnie strzeżony scenariusz „wyciekł” i dostał się w ręce polityków PiS, a także, że wywierane były na niego naciski, aby przełożył premierę na okres po wyborach. Pierwsze oficjalne informacje o produkcji pojawiły się w czwartek 13 czerwca, jeszcze w tym samym dniu Krystyna Pawłowicz pisała na swoim koncie na Twitterze, że to film, który „ma ustawić wynik wyborów”. Do informacji o planowanej premierze odniósł się także Jarosław Kaczyński na Zjeździe Klubów „Gazety Polskiej”.
Dystrybutorem filmu jest Kino Świat.

## Fabuła
Jak informuje KinoŚwiat.pl, Polityka to „film o przedstawicielach wszystkich frakcji i ugrupowań politycznych w Polsce, o rządzących i opozycji, o świeckich liderach i politykach w sutannach”.

## Obsada
| Aktor                | Rola                    | Inspiracja           |
| -------------------- | ----------------------- | -------------------- |
| Iwona Bielska        | posłanka Piotrowicz     | Krystyna Pawłowicz   |
| Andrzej Grabowski    | Prezes                  | Jarosław Kaczyński   |
| Janusz Chabior       | Alojzy                  | Antoni Macierewicz   |
| Marcin Bosak         | Bankster                | Mateusz Morawiecki   |
| Ewa Kasprzyk         | Jadwiga                 | Beata Szydło         |
| Tadeusz Chudecki     | Tadeusz, mąż Jadwigi    | Edward Szydło        |
| Zbigniew Zamachowski | Ojciec Dyrektor         | Tadeusz Rydzyk       |
| Antoni Królikowski   | Arek                    | Bartłomiej Misiewicz |
| Zbigniew Kozłowski   | Władysław Skiba         | Stanisław Pięta      |
| Zbigniew Suszyński   | przewodniczący Pacyna   | Grzegorz Schetyna    |
| Daniel Olbrychski    | Stefan, szeregowy poseł | Stefan Niesiołowski  |
| Tomasz Sapryk        | Karpiński               | Mariusz Kamiński     |
| Tomasz Oświeciński   | ksiądz Marek            |                      |
| Maciej Stuhr         | Bartek                  |                      |
| Paweł Koślik         |                         |                      |
| Karolina Szymczak    | Julia                   |                      |
| Anna Karczmarczyk    | Barbara                 |                      |
| Leszek Abrahamowicz  |                         |                      |